# Шлем Ярослава Всеволодовича
Так называемый «Шлем Ярослава Всеволодовича» — древнерусский шлем, датируемый второй половиной XII — первой половиной XIII века. Хранится в Московской Оружейной палате.
Эта находка сыграла важную роль в развитии русской исторической науки. Как отмечал Анатолий Кирпичников, «шлем Ярослава Всеволодовича был одним из первых предметов, с которых началось изучение не только оружия, но и вообще русских древностей».

## История
Этот шлем был обнаружен 9 августа 1808 года крестьянками Анисьей Ларионовой и Настасьей Васильевой близ реки Колокши у села Лыкова близ Юрьева-Польского во Владимирской губернии. Они, «находясь в кустарнике для щипания орехов, усмотрела близ орехового куста в кочке что-то светящееся». Это оказался шлем, лежавший на кольчуге, доспехи сильно проржавели. Крестьянка отнесла находку старосте деревни, который, увидев на шлеме образа, передал архиерею. Священник отправил эту находку Александру I, от которого она попала к историку А. Н. Оленину.
А. Н. Оленин предположил, что шлем с кольчугой были брошены Ярославом Всеволодовичем при бегстве с Липицкой битвы 1216 года в 20 верстах от неё. Надпись на шлеме свидетельствует, что он принадлежал Феодору — таково имя князя Ярослава в крещении. Предположительно, он оставил кольчугу и шлем, чтобы они не препятствовали бегству. Как сообщает Лаврентьевская летопись, потерпев поражение, князь Ярослав бежал в Переяславль, куда прибыл на пятом коне, загнав четырёх. Его брат Юрий прибыл во Владимир на четвёртом коне «в первои сорочице, подклад и тыи вывергл».
В каталоге выставки 2024 года указывается, что исследователи XX века называли предположительного  владельцами шлема новгородских князей Мстислава Безокого (ум. 1178) и Мстислава Юрьевича (ум. после 1161 года) на основе данных антропонимики и сфрагистики (сравнительного анализа изображений и надписей на вислых печатях). "Даже если Ярослав Всеволодович был не первоначальным, а, напротив, последним его владельцем, этот шлем остается уникальным материальным свидетельством борьбы за владимирский стол, развернувшейся между сыновьями великого князя Всеволода Большое Гнездо. Иконографическая программа изображений, нанесенных на украшающие шлем серебряные пластины, свидетельствует о том, что он был символом власти русского князя. Среди них особое место занимает образ архангела Михаила — предводителя Небесного Воинства и покровителя христианских правителей и военачальников", указывают составители каталога. В одной из публикаций аргументировано мнение о том, что первоначальным владельцем шлема в его конечном виде, т. е. тем Феодором, для кого были изготовлены украшающие шлем две серебряные пластины со святыми образами и надписью, а также серебряная орнаментальная кайма, являлся Ярослав Всеволодович. Изображенные на верхней пластине Христос Вседержитель – это символ верховной власти Всеволодовичей как старейших Мономашичей и репрезентация великокняжеского титула, а также своеобразное христианское олицетворение имени Всеволод, т. е. патронима владельца шлема, св. Василий – святой покровитель Владимира Мономаха и всех князей его «племени», св. Феодор Стратилат – личный патрональный святой владельца шлема, св. Георгий – личный патрональный святой Юрия Всеволодовича, старшего брата и ближайшего союзника Ярослава Всеволодовича, а также его деда, Юрия Владимировича Долгорукого.

## Описание
Тулья шлема сохранилась плохо — в виде двух крупных частей, поэтому нельзя точно определить её форму и конструкцию. Вероятно, она имела крутобокую, близкую к эллипсоидной форму.
Корпус шлема покрыт серебряным листом, украшен позолоченными серебряными чеканными накладками. Наверху — образа Вседержителя, святых Георгия, Василия и Феодора. На налобной пластине — образ Архангела Михаила и черневая надпись: «Вьликъи архистратиже ги Михаиле помози рабу свуему Феодору». По краю шлема — орнаментальная кайма.
Её оформление исследователи XIX века сравнивали с норманнскими мотивами, советские — с владимиро-суздальской белокаменной резьбой.

Принадлежит, как считалось, к типу IV по Кирпичникову. По мнению Кирпичникова, шлем не менее трёх раз переделывался и послужил нескольким хозяевам до князя Ярослава. Вначале он мог не иметь украшений. Потом к нему были приклёпаны серебряные накладки. Последними добавленными элементами стали навершие и полумаска.

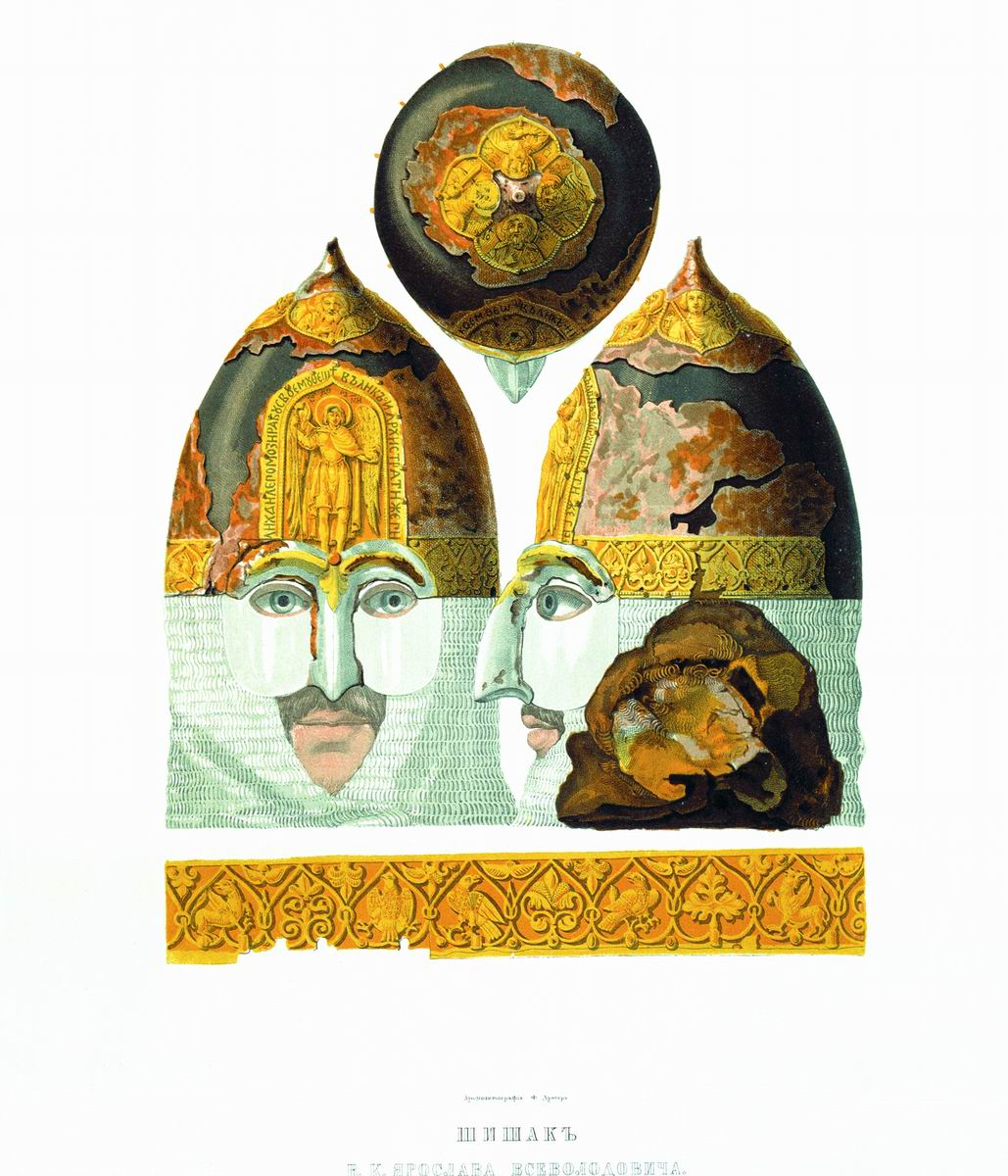
Прорисовка Ф. Г. Солнцева. Реконструкция полумаски неверна.

"Одни исследователи определяют время его изготовления началом XIII, другие — 40—60-ми годами XII в. Дорогая отделка вещи сравнима разве только с «курганными» образцами шлемов X в. Корпус обит серебряным листом и украшен позолоченными серебряными чеканными накладками: на вершине — звёздчатой пластиной с изображением Спаса, Св. Георгия, Василия, Фёдора и на челе — образом архангела Михаила с черневой посвятительной надписью. По краю проходит орнаментная кайма с изображением грифонов, птиц и барсов, разделённых лилиями и листьями. Чеканная отделка близка к Владимиро-Суздальской белокаменной резьбе, что, может быть, указывает место изготовления памятника. К макушке прикреплено небольшое навершие, на кайме ряд дырочек, пробивших орнамент и корпус. Возможно, что они служили для прикрепления подкладки. Кроме того, кругом по ободу в пяти местах имеются сломанные ушки для бармицы. К тулье прикреплён клювовидный посеребренный наносник с позолоченным надбровьем, образующим вырезы для глаз. Носовая пластина снабжена двумя отверстиями для дыхания. Первоиздатель шлема, А. Оленин, отмечал следы железной полуличины. Думаем, что за маску были приняты теперь не существующие и, по-видимому, хрупкие нижние выкружки для глаз. До сих пор ещё виден их облом по бокам верхней части наносника", — писал Кирпичников.
По данным Бориса Колчина, тулья шлема является цельнокованной и изготовлена из железа или малоуглеродистой стали техникой штамповки с последующей выколоткой, что отличает его от других шлемов данного типа, равно как и других типов данного периода. При изготовлении шлема она была предварительно набита серебряным листом.
Клим Жуков считает, что шлем никогда не имел нижних выкружков для глаз. Кроме того, он утверждает, что шлем не переделывался и сразу был изготовлен с полумаской, о чём свидетельствует лицевой вырез.

### Реставрация
К 2021 году шлем был впервые отреставрирован реставратором музеев Московского Кремля Михаилом Кружалиным. По словам хранителя экспозиции оружия и регалий Оружейной палаты Фёдора Панфилова, реставрация заняла более года. Панфилов отметил, что после реставрации «все опубликованные репродукции с ним, а также его музейные реплики отныне следует считать устаревшими».
Основное изменение коснулось формы шлема: при поступлении в Оружейную палату после обнаружения шлема железные и серебряные фрагменты были расположены на деревянной болванке, очертания которой определялись тогдашними представлениями о том, какими были русские шлемы XIII века, из-за чего она похожа на норманнские шлемы. Однако из-за деформации деревянной формы-болванки за два столетия и её негативного влияния на сохранившиеся фрагменты шлема она была заменена на новую. После снятия с формы и тщательного анализа выяснилось, что из-за изгибов, диктующих форму шлема Ярослава Всеволодовича, возможная реальная конфигурация шлема могла быть не настолько вытянутой, как ранее было принято считать.
Реставрация шлема вошла в шорт-лист премии The Art Newspaper-2021 в номинации «реставрация».